# Campeonato Mundial de Rali de 2010
Campeonato Mundial de Rali de 2010 é a 38ª temporada do Campeonato Mundial de Rali da FIA, tem início no dia 24 de janeiro com o Rali da Suécia.
Com o objetivo de reduzir os custos operacionais da categoria e adicionar novos ralis ao campeonato, a FIA reduziu a partir da temporada 2009 o número de eventos de quinze para doze e instituiu um calendário bi-anual com 24 ralis. Em 2010 a temporada consiste em 13 ralis.

## Novas regras
Os organizadores dos ralis terão maior flexibilidade. Os eventos podem ser disputados em períodos de dois, três ou quatro dias, mas devem terminar em um sábado ou domingo. É permitido alternar entre superfícies em cascalho e asfalto, tanto no decorrer de uma etapa quando de um dia. Não há uma distância mínima para um estágio competitivo (special stage). A distância total dos estágios em um evento foi alterado para 300–500 quilômetros. Estágios noturnos são permitidos mas não devem formar a maior parte do itinerário do dia.
Uma "Copa WRC para equipes" (WRC Cup for teams) foi adicionada. As equipes devem disputar pelo menos sete ralis, incluindo ao menos um fora da Europa. Haverá ainda uma classe Campeonato Mundial de Rali para Automóveis Super 2000 (para pilotos) com carros Super 2000, em conjunto com a "Copa WRC"
Um novo sistema de pontuação foi instituído na temporada para todas as categorias, premiando um número maior de competidores. Anteriormente, os pontos eram dados aos oito melhores colocados:
| Ano  | 1° | 2° | 3° | 4° | 5° | 6° | 7° | 8° | 9° | 10° |
| ---- | -- | -- | -- | -- | -- | -- | -- | -- | -- | --- |
| 2009 | 10 | 8  | 6  | 5  | 4  | 3  | 2  | 1  | 0  | 0   |
| 2010 | 25 | 18 | 15 | 12 | 10 | 8  | 6  | 4  | 2  | 1   |

## Calendário
A temporada 2010 inclui treze ralis, um a mais que na temporada anterior, Austrália, Argentina, Chipre, Irlanda, Noruega, Polônia, Itália e Grécia saíram do calendário em favor de Suécia, México, Jordânia, Turquia, Alemanha, Nova Zelândia, França e Japão que voltam. A Bulgária, por sua vez, sedia pela primeira vez um evento WRC.
Os eventos válidos para o PWRC são Suécia, México, Jordânia, Nova Zelândia, Finlândia, Alemanha, Japão, França e Grã-Bretanha. Para o JWRC são válidos os eventos em Turquia, Portugal, Bulgária, Alemanha, França e Espanha. Já para o SWRC e WRC Cup valem Suécia, México, Jordânia, Nova Zelândia, Portugal, Finlândia, Alemanha, Japão, França e Grã-Bretanha.
A FIA publicou um calendário provisório em 24 de setembro de 2009 (com eventos terminando no domingo), até que outro calendário foi publicado em 21 de outubro de 2009. O calendário final foi publicado em 11 de dezembro de 2009 com pequenas alterações.
| Etapa | Datas           | Rali                  | Base do evento | Categorias paralelas | Superfície                      |
| ----- | --------------- | --------------------- | -------------- | -------------------- | ------------------------------- |
| 01    | 14 de fevereiro | Rali da Suécia        | Karlstad       | PWRC/SWRC            | Cascalho coberto de gelo e neve |
| 02    | 07 de março     | Rali do México        | León           | PWRC/SWRC            | Cascalho                        |
| 03    | 03 de abril     | Rali da Jordânia      | Amã            | PWRC/SWRC            | Cascalho                        |
| 04    | 18 de abril     | Rali da Turquia       | Istambul       | JWRC                 | Cascalho                        |
| 05    | 09 de maio      | Rali da Nova Zelândia | Auckland       | PWRC/SWRC            | Cascalho e asfalto              |
| 06    | 30 de maio      | Rali de Portugal      | Vilamoura      | JWRC/SWRC            | Cascalho                        |
| 07    | 11 de julho     | Rali da Bulgária      | Borovets       | JWRC                 | Asfalto                         |
| 08    | 31 de julho     | Rali da Finlândia     | Jyväskylä      | PWRC/SWRC            | Cascalho                        |
| 09    | 22 de agosto    | Rali da Alemanha      | Trier          | JWRC/PWRC/SWRC       | Cascalho e asfalto              |
| 10    | 12 de setembro  | Rali do Japão         | Sapporo        | PWRC/SWRC            | Cascalho                        |
| 11    | 03 de outubro   | Rali da Córsega       | Épinal         | JWRC/PWRC/SWRC       | Asfalto                         |
| 12    | 24 de outubro   | Rali da Catalunha     | Salou          | JWRC                 | Asfalto                         |
| 13    | 14 de novembro  | Rali da Grã-Bretanha  | Cardiff        | PWRC/SWRC            | Cascalho                        |

## Times e pilotos
| Time                                    | Construtor | Carro                   | Pneu | Pilotos            | Co-pilotos          | Etapas   |
| --------------------------------------- | ---------- | ----------------------- | ---- | ------------------ | ------------------- | -------- |
| Citroën Total World Rally Team          | Citroën    | Citroën C4 WRC          | P    | Sébastien Loeb     | Daniel Elena        | 1–6      |
| Citroën Total World Rally Team          | Citroën    | Citroën C4 WRC          | P    | Dani Sordo         | Marc Marti          | 1–6      |
| BP Ford Abu Dhabi World Rally Team      | Ford       | Ford Focus RS WRC 09    | P    | Mikko Hirvonen     | Jarmo Lehtinen      | 1–6      |
| BP Ford Abu Dhabi World Rally Team      | Ford       | Ford Focus RS WRC 09    | P    | Jari-Matti Latvala | Miikka Anttila      | 1–6      |
| BP Ford Abu Dhabi World Rally Team      | Ford       | Ford Focus RS WRC 08    | P    | Khalid al-Qassimi  | Michael Orr         | 1–6      |
| Stobart VK M-Sport Ford Rally Team      | Ford       | Ford Focus RS WRC 08    | P    | Matthew Wilson     | Scott Martin        | 1–6      |
| Stobart VK M-Sport Ford Rally Team      | Ford       | Ford Focus RS WRC 08    | P    | Henning Solberg    | Ilka Minor          | 1–6      |
| Stobart VK M-Sport Ford Rally Team      | Ford       | Ford Focus RS WRC 08    | P    | Marcus Grönholm    | Timo Rautiainen     | 1        |
| Stobart VK M-Sport Ford Rally Team      | Ford       | Ford Focus RS WRC 08    | P    | Matthias Therman   | Janne Perala        | 1        |
| Red Bull Citroën Junior Team            | Citroën    | Citroën C4 WRC          | P    | Sébastien Ogier    | Julien Ingrassia    | 1–6      |
| Red Bull Citroën Junior Team            | Citroën    | Citroën C4 WRC          | P    | Kimi Räikkönen     | Kaj Lindström       | 1–4, 6   |
| Munchi's Ford World Rally Team          | Ford       | Focus RS WRC 08         | P    | Federico Villagra  | Jorge Pérez Companc | 2–3, 5–6 |
| Munchi's Ford World Rally Team          | Ford       | Focus RS WRC 08         | P    | Federico Villagra  | Jose Diaz           | 4        |
| Times não registrados como construtores |            |                         |      |                    |                     |          |
| Petter Solberg World Rally Team         | Citroën    | Citroën C4 WRC          | P    | Petter Solberg     | Phil Mills          | 1–6      |
| Monster World Rally Team                | Ford       | Ford Focus RS WRC 09    | P    | Ken Block          | Alex Gelsomino      | 2, 4, 6  |
| Adapta World Rally Team                 | Subaru     | Subaru Impreza WRC 2008 | P    | Mads Østberg       | Jonas Andersson     | 1, 6     |

### J-WRC
| N°                  | Piloto                 | Co-piloto          | Carro              | Etapas |
| ------------------- | ---------------------- | ------------------ | ------------------ | ------ |
| 21                  | Aaron Burkart          | Andre Kachel       | Suzuki Swift S1600 | 4, 6   |
| 22                  | Kevin Abbring          | Erwin Mombaerts    | Renault Clio R3    | 4, 6   |
| 23                  | Hans Weijs, Jr.        | Bjorn Degandt      | Citroën C2 S1600   | 6      |
| 24                  | Egoi Eder Valdes Lopez | Albert Garduno     | Renault Clio R3    | 6      |
| 25                  | Loic Mattei            | Julien Vial        | Renault Clio R3    | −      |
| 26                  | Todor Slavov           | Dobromir Filipov   | Renault Clio R3    | 4      |
| 27                  | Alessandro Broccoli    | Angela Forina      | Renault Clio R3    | 4, 6   |
| 28                  | Harry Hunt             | Sebastian Marshall | Ford Fiesta R2     | 4, 6   |
| 29                  | Thierry Neuville       | Nicolas Klinger    | Citroën C2 S1600   | 4, 6   |
| 30                  | Karl Kruuda            | Martin Jarveoja    | Suzuki Swift S1600 | 4, 6   |
| 31                  | Yeray Lemes Macias     | Rogelio Lopez      | Renault Clio R3    | 6      |
| 32                  | Mathieu Arzeno         | Romain Roche       | Citroën C2 S1600   | 6      |
| Pilotos convidados† |                        |                    |                    |        |

### S-WRC e Copa WRC
| N°                  | Piloto               | Co-piloto               | Carro              | Time                      | Etapas    |
| ------------------- | -------------------- | ----------------------- | ------------------ | ------------------------- | --------- |
| 21                  | Martin Prokop        | Jan Tománek             | Ford Fiesta S2000  | Czech Ford National Team  | 1–2, 5    |
| 22                  | Nasser Al-Attiyah    | Giovanni Bernacchini    | Škoda Fabia S2000  | Barwa Rally Team          | 2–3, 5–6  |
| 23                  | Michał Kościuszko    | Maciek Szczepaniak      | Ford Fiesta S2000  | Dynamic World Rally Team  | 2–3, 6    |
| 24                  | Patrik Sandell       | Emil Axelsson           | Škoda Fabia S2000  | Red Bull Rally Team       | 1, 3, 5   |
| 25                  | Eyvind Brynildsen    | Cato Menkerud           | Škoda Fabia S2000  | Rene Georges Rally Sport  | 1–3, 6    |
| 26                  | Bernardo Sousa       | Nuno Rodrigues Da Silva | Ford Fiesta S2000  | Team Ford/Quinta Do Lorde | 1, 3, 6   |
| 27                  | Janne Tuohino        | Markku Tuohino          | Ford Fiesta S2000  | JanPro                    | 1, 3, 5–6 |
| 28                  | Xavier Pons          | Alex Haro               | Ford Fiesta S2000  | Nupel Global Racing       | 2–3, 5–6  |
| 29                  | Jari Ketomaa         | Mika Stenberg           | Ford Fiesta S2000  | Shanghai FCACA Rally Team | 3, 5–6    |
| 30                  | Albert Llovera       | Borja Rozada            | Abarth Punto S2000 | Albert Llovera            | 2, 5–6    |
| 53                  | Per-Gunnar Andersson | Jonas Andersson         | Škoda Fabia S2000  | Rufa Sport                | 3, 6      |
| Pilotos convidados† |                      |                         |                    |                           |           |
| 49                  | Per-Gunnar Andersson | Anders Fredriksson      | Škoda Fabia S2000  | Per-Gunnar Andersson      | 1         |
| 51                  | Per-Arne Sääv        | Karl-Olof Lexe          | Škoda Fabia S2000  | Per-Arne Sääv             | 1         |
| 49                  | Vitor Pascoal        | Mário Castro            | Peugeot 207 S2000  | Vitor Pascoal             | 6         |

### P-WRC
| N°                  | Piloto               | Co-piloto          | Carro                    | Etapas  |
| ------------------- | -------------------- | ------------------ | ------------------------ | ------- |
| 31                  | Armindo Araújo       | Miguel Ramalho     | Mitsubishi Lancer Evo X  | 1–3     |
| 32                  | Toshi Arai           | Daniel Barritt     | Subaru Impreza WRX STi   | 2, 5    |
| 33                  | Gianluca Linari      | Paolo Gregoriani   | Subaru Impreza WRX STi   | 1–2, 5  |
| 34                  | Martin Semerád       | Bohuslav Ceplecha  | Mitsubishi Lancer Evo IX | 1, 3    |
| 34                  | Kingsley Thompson    | Malcolm Peden      | Mitsubishi Lancer Evo X  | 5       |
| 35                  | Gábor Mayer          | Róbert Tagai       | Subaru Impreza WRX STi   | –       |
| 36                  | Nicholai Georgiou    | Joseph Matar       | Mitsubishi Lancer Evo X  | 3, 5    |
| 37                  | Peter Horsey         | Moses Matovu       | Mitsubishi Lancer Evo X  | –       |
| 38                  | Haydon Paddon        | John Kennard       | Mitsubishi Lancer Evo X  | 5       |
| 39                  | Alex Raschi          | Rudy Pollet        | Mitsubishi Lancer Evo X  | –       |
| 40                  | Ott Tänak            | Kuldar Sikk        | Mitsubishi Lancer Evo X  | –       |
| 41                  | Fabio Frisiero       | Jordi Costa        | Mitsubishi Lancer Evo IX | 1       |
| 41                  | Giorgio Bacco        | Giovanni Agnese    | Mitsubishi Lancer Evo IX | 2       |
| 42                  | Miguel Baldoni       | Jose Diaz          | Mitsubishi Lancer Evo X  | 2, 5    |
| 43                  | Reijo Muhonen        | Lasse Miettinen    | Mitsubishi Lancer Evo X  | 1, 3    |
| 44                  | Paulo Nobre          | Edu Paula          | Mitsubishi Lancer Evo X  | 1, 3, 5 |
| 45                  | Wang Rui             | Pan Hongyu         | Subaru Impreza WRX STi   | 3, 5    |
| 46                  | Anders Grøndal       | Veronica Engan     | Subaru Impreza WRX STi   | 1       |
| 46                  | Lui Chaodong         | Anthony McLoughlin | Subaru Impreza WRX STi   | 5       |
| 47                  | Spyros Pavlides      | Chris Patterson    | Subaru Impreza WRX STi   | 3       |
| 48                  | Patrik Flodin        | Göran Bergsten     | Subaru Impreza WRX STi   | 3       |
| 54                  | Michel Jourdain, Jr. | Oscar Sanchez      | Mitsubishi Lancer Evo IX | 5       |
| Pilotos convidados† |                      |                    |                          |         |
| 50                  | Patrik Flodin        | Göran Bergsten     | Subaru Impreza WRX STi   | 1       |
| 52                  | Joakim Nyman         | Bosse Holmstrand   | Mitsubishi Lancer Evo IX | 1       |
| 49                  | Benito Guerra        | Javier Marín       | Mitsubishi Lancer Evo IX | 2       |
| 50                  | Rodrigo Salgado      | Diodoro Salgado    | Mitsubishi Lancer Evo IX | 2       |
| 49                  | Amjad Farrah         | Nancy Al-Majali    | Subaru Impreza WRX STi   | 3       |
| 40                  | Richard Mason        | Sara Mason         | Subaru Impreza WRX STi   | 5       |
| 50                  | Emma Gilmour         | Glenn MacNeall     | Subaru Impreza WRX STi   | 5       |

†↑  – Em cada rali, os organizadores podem escolher dois "pilotos convidados" de seu país para pontuar nas categorias de apoio.